# Längtan
Längtan é o álbum de estréia do grupo sueco Timoteij. O primeiro single foi Kom, escrito e produzido por Niclas Arn, Karl Eurén e Gustav Eurén, e alcançou a posição segundo lugar na parada de singles sueco. Kom ganhou a terceira semi-final do Melodifestivalen 2010 e em quinto na final nacional.

## Faixas
Lista de faixas:
| N.º | Título                | Compositor(es) | Duração |  |
| 1.  | "Halla Dig Nara"      |                |         |  |
| 2.  | "Faller"              |                |         |  |
| 3.  | "Varje Steg"          |                |         |  |
| 4.  | "Du Kan Ge"           |                |         |  |
| 5.  | "Stjarna Pa Himmelen" |                |         |  |
| 6.  | "Tills VI Ses"        |                |         |  |
| 7.  | "Ogon Som Glittrar"   |                |         |  |
| 8.  | "Utan Dig"            |                |         |  |
| 9.  | "Vill du VA Med Mig"  |                |         |  |
| 10. | "To Mig Ivag"         |                |         |  |
| 11. | "For Alltid VI"       |                |         |  |
| 12. | "Sag Vad du Vill"     |                |         |  |